# Kerstin Bäck
Kerstin Elisabet Bäck, född Bergstrand den 18 september 1943 i Borlänge, död den 10 januari 2022 i Säter, var en svensk ståupp-komiker, föreläsare, författare och kommunpolitiker.
Bäck, som ursprungligen var traversförare, skrev boken Olika liv: ledtrådar och ledstjärnor tillsammans med Maj Fant 1991. Som ståupp-komiker debuterade hon på båten Patricia i Stockholm 1992. Hon medverkade därefter som gäst i flera TV- och radioproduktioner, bland annat blev hon intervjuad av Göran Skytte 1997 samt var värd för Sveriges Radios program Sommar i augusti 1999. Hon verkade även som föreläsare, samt gjorde mindre roller i några filmer. 2008–2015 var hon kommunpolitiker för Socialdemokraterna.  
Bäck är gravsatt i askgravlunden på Stora Tuna kyrkogård.

## Filmografi
- 1978 – Tältet
- 1999 – Hälsoresan – En smal film av stor vikt
- 2013 – Stålhättor